# Dionýsovo ucho
Dionýsovo ucho je uměle vytvořená jeskyně nacházející se ve starověkém lomu Latomie del Paradiso poblíž italského města Syrakusy. Dle pověsti vznikla na popud syrakuského tyrana Dionýsia I. a je známá díky svým zvláštním akustickým vlastnostem.

## Popis
Jeskyně se nachází severně od Syrakus na úpatí vrchu Temenites v oblasti bývalých vápencových lomů zvaných lautumiae či latomiae. Jeskyně má neobvyklý esovitý tvar, délka činí 65 m, šířka se pohybuje mezi 5 a 11 m a výška dosahuje asi 20 m u vstupu a 32 metrů v nejvyšší části. Stěny se nahoře sbíhají do tvaru připomínající špičatý oblouk. Na vnitřním konci jeskyně, ve výšce asi 30 m, je tunel s lichoběžníkovitým průřezem, který je asi 10 m dlouhý a 2 m vysoký. Nalézají se zde schody vedoucí napovrch ke starověkému řeckému divadlu.

## Pověst, historie a vědecký výzkum
Dle vyprávění měl za stavbou Dionýsova ucha stát strach a chorobná podezřívavost tyrana Dionýsia, který se bál ztráty svého mocenského postavení. Proto nechal postavit umělou jeskyni připomínající tvarem lidské ucho, která sloužila jako vězení a ve které se zvuk hlasů soustředil do jediného místa nahoře, kde sedával sám syrakuský tyran a naslouchal rozhovorům svých nepřátel, přičemž rozuměl i jejich šepotu. Tvůrci jeskyně pak byli zabiti, aby neprozradili tajemství její konstrukce a využití.
Zdá se, že těžba kamene v syrakuských latomiích započala již v šestém století př. n. l. a práce pokračovaly po mnoho staletí. V době tyranie (čtvrté století př. n. l.) byly lomy využívány jako vězení pro nepřátelské vojáky zajaté během válek a také pro politické odpůrce, kteří zde byli nuceni pracovat. Kolem tohoto lomu jsou stopy po hradbách a strážních domcích, neexistují ale žádné přímé důkazy spojující místo s Dionýsiem.  Svůj název získala jeskyně až v roce 1608, kdy jí navštívil a pojmenoval italský malíř Caravaggio při svém pobytu na Sicílii. V pozdější době se místo stalo vyhledávaným turistickým cílem, který navštívil i následník britského trůnu.
Velmi zajímavé jsou zdejší poněkud nekonzistentní akustické vlastnosti, kterých si povšiml už průkopník stavební akustiky Wallace Clement Sabine – člověk stojící vespod je vystaven velmi dlouhému dozvuku, a nahoře, kde měl poslouchat Dyonýsios, lze slyšet osoby mluvící na každém místě dole. Vědecké výzkumy z moderní doby nicméně potvrdily dřívější Sabinovi závěry: srozumitelnost hlasů je významně narušena dozvukem, a existuje jen nízká pravděpodobnost, že by Dionysios porozuměl hovorům vězňů.